# Campeonato Mundial de Biatlón de 2028
El LX Campeonato Mundial de Biatlón se celebrará en la localidad alpina de Hochfilzen (Austria) en febrero de 2028 bajo la organización de la Unión Internacional de Biatlón (IBU) y la Federación Austríaca de Biatlón.
Las competiciones se realizarán en el Centro de Esquí y Biatlón de Hochfilzen.